# La Gaubretière
La Gaubretière település Franciaországban, Vendée megyében. Lakosainak száma 3223 fő (2022. január 1.). La Gaubretière Bazoges-en-Paillers, Beaurepaire, Les Herbiers, Les Landes-Genusson, Saint-Martin-des-Tilleuls és Chanverrie községekkel határos.

## Népesség
A település népességének változása:
| Lakosok száma | 3016 | 3032 | 3101 | 3060 | 3085 | 3111 | 3117 | 3172 | 3223 |
|               | 2013 | 2015 | 2016 | 2017 | 2018 | 2019 | 2020 | 2021 | 2022 |